# Jüdischer Friedhof (Osoblaha)

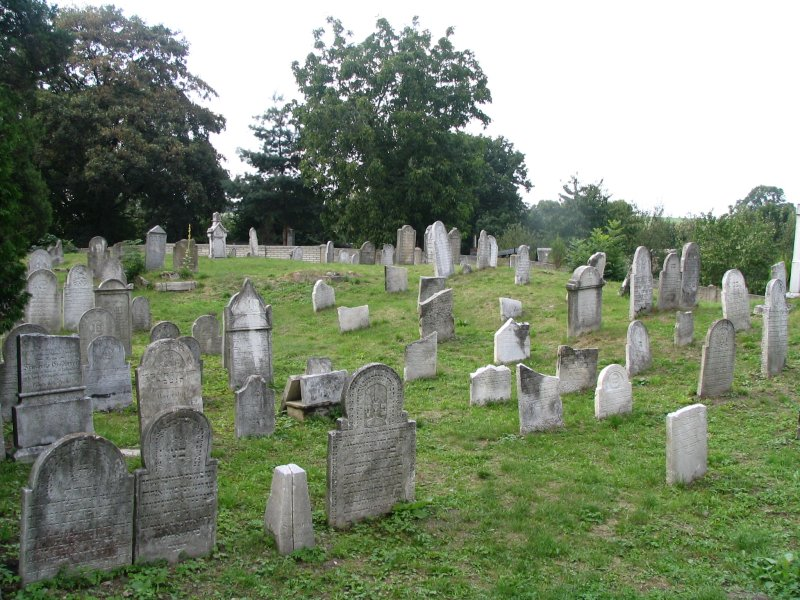
Der jüdische Friedhof in Osoblaha

Der Jüdische Friedhof Osoblaha ist ein jüdischer Friedhof in Osoblaha (deutsch Hotzenplotz, jiddisch Hotz'plotz, polnisch Osobłoga) im Okres Bruntál in der Region Moravskoslezský kraj in Tschechien.

## Beschreibung
In Osoblaha fanden bereits im 14. Jahrhundert Juden Zuflucht, nach 1670 auch die aus Wien vertriebenen Juden; in Osoblaha entstand eine große jüdische Gemeinde (1865 bildeten die Juden etwa 30 % der Bevölkerung), die bis 1933 bestand.
Der Friedhof wurde wahrscheinlich in der 1. Hälfte des 15. Jahrhunderts angelegt. Die ältesten erhaltenen Gräber stammen aus der 2. Hälfte des 17. Jahrhunderts. Zahlreiche hölzerne Grabmale fielen im Jahr 1802 einem Brand zum Opfer.
Der unter Denkmalschutz stehende Friedhof grenzt an die Stadtmauer aus dem 16. Jahrhundert.